# Calado en textil

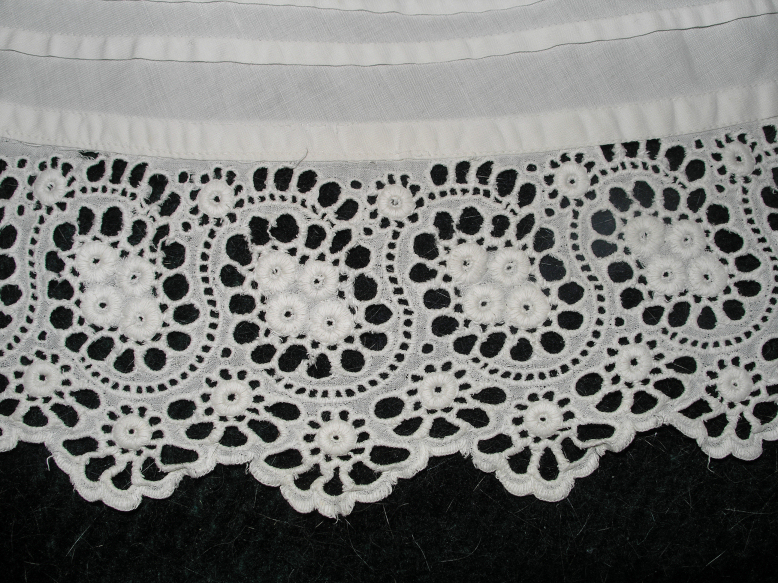
Volante calado en una enagua de algodón.

El calado en textil, también conocido como punto tagliato (en italiano, «punto de corte») es una técnica de costura en la que se cortan partes de un textil, típicamente algodón o lino, y el «agujero» resultante se refuerza y rellena con bordados o encajes de aguja.
El calado está relacionado con el deshilado. En el deshilado, normalmente solo se retiran (cortan y eliminan) los hilos de urdimbre o trama, y los hilos restantes en el orificio resultante se unen de varias maneras. En otros tipos de calado, se pueden dibujar hilos de urdimbre y de trama.
Los estilos de costura que incorporan calado incluyen el bordado inglés, encaje de Carrickmacross, bordado en blanco, reticella, calado español, bordado de Hedebo  y jaali, que prevalece en la India.

## Historia
La técnica de calado se originó en Italia en la época del Renacimiento, aproximadamente en los siglos XIV, XV y XVI. Además, en la época isabelina, el calado se incorporó al diseño y la decoración de algunas lechuguillas. En cierto sentido, este tipo de costura ha migrado a países de todo el mundo, incluidos el Reino Unido, la India y los Estados Unidos. El calado todavía prevalece en la moda hoy en día, y aunque es diferente, comúnmente se confunde con encaje. El patrón de ojal es uno de los tipos de calado más identificables en la moda moderna.

## Calado a mano
El calado manual es la forma más tradicional de calado. Aquí, se cortan áreas de la tela y se aplica una puntada para evitar que los bordes sin pulir se deshilachen.

## Calado en láser
El corte con láser permite crear patrones más precisos e intrincados. El láser también tiene la capacidad de derretir y sellar los bordes de la tela con el calor del láser. Esto ayuda contra el deshilachado de la tela durante el proceso de creación. Además, el uso de un láser para el calado le permite al bordado o creador lograr diseños únicos, como un «aspecto grabado» al cambiar la profundidad del corte con láser en la tela.